# Breslauer Bierkrieg
Der Breslauer Bierkrieg (tschechisch Pivní válka, auch Kněžská valka) war ein Konflikt zwischen der Stadt Breslau und dem böhmischen Landesherrn König Wenzel IV. einerseits und den Herzögen von Liegnitz bzw. dem Breslauer Domkapitel andererseits. Er dauerte von Weihnachten 1380 bis Frühjahr 1382.

## Geschichte
Der Konflikt wurde dadurch entfacht, dass der Liegnitzer Herzog Ruprecht I. zu Weihnachten 1380 seinem Bruder Heinrich VII. nach Breslau ein Fass Schweidnitzer Bier sandte. Heinrich war Breslauer Domherr und bekleidete seit 1379 die Position des dortigen Bistumsadministrators. Da die Einfuhr von Bier nicht erlaubt war, wurde das Bier vom Breslauer Rat beschlagnahmt. Daraufhin verhängte das Domkapitel sofort ein Interdikt über die Stadt. Obwohl die Zustimmung des Gnesener Metropoliten vorgelegen haben soll, fand das Interdikt nicht die Zustimmung des Papstes Urban VI. Um den Konflikt zu entschärfen, setzte er 1381 den Administrator Heinrich VII. ab und übertrug das Amt dem Lebuser Bischof Wenzel von Liegnitz, der ein Bruder sowohl des Bierabsenders Ruprecht als auch des verhinderten Empfängers Heinrich war. Trotzdem eskalierte der Konflikt im Sommer 1381 nochmals, als König Wenzel persönlich nach Breslau kam, um den Streit zu schlichten. Durch seine landesherrliche Macht verlangte er die sofortige und bedingungslose Aufhebung des Interdikts. Da sich das Domkapitel der königlichen Forderung nicht beugte, überließ der König die umliegenden Kapitelgüter den Plünderungen seiner Soldateska.
Ohne Zustimmung des Papstes, der sich die Gunst des Königs nicht verderben wollte, ernannte das Domkapitel nun den Administrator Wenzel von Liegnitz zum Bischof, wodurch dem König ein Rückzug ermöglicht wurde. Nachdem Domkapitel und Wenzel von Liegnitz den König als Patron anerkannten und sich zu einer Geldzahlung verpflichteten sowie dazu, alle Schlösser für den König offenzuhalten, wurde der Konflikt beigelegt. Vorher bestätigte König Wenzel dem Domkapitel alle bisherigen Privilegien. Außerdem gestattete er dem Domkapitel für dessen Selbstbedarf die künftige Einfuhr von Bier.
Papst Urban VI. hob nachfolgend das Interdikt auf und transferierte am 13. April 1382 Wenzel von seinem bisherigen Wirkungsort Lebus nach Breslau. Er sowie das Domkapitel leisteten am 6. Januar 1383 König Wenzel den Lehnseid. Das Domkapitel seinerseits konnte beim König eine Stärkung seines Einflusses erreichen. Künftig sollte dem Domkapitel bei Vakanzen die Verwaltung des Bistums obliegen. Zudem hatte ein neu gewählter Bischof vor seiner Einweisung dem Kapitel einen Eid zu leisten.